# Gerd Kehrer

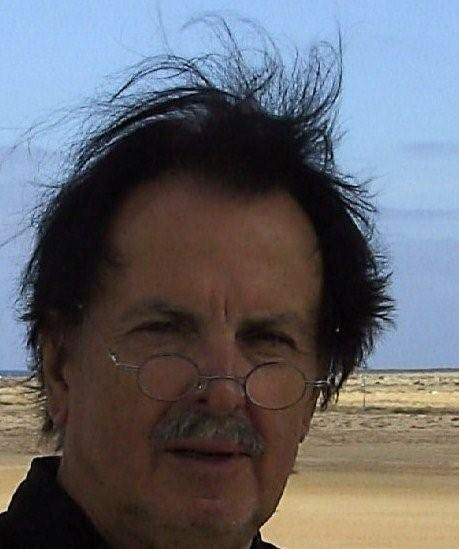
Gerd Kehrer, 2013

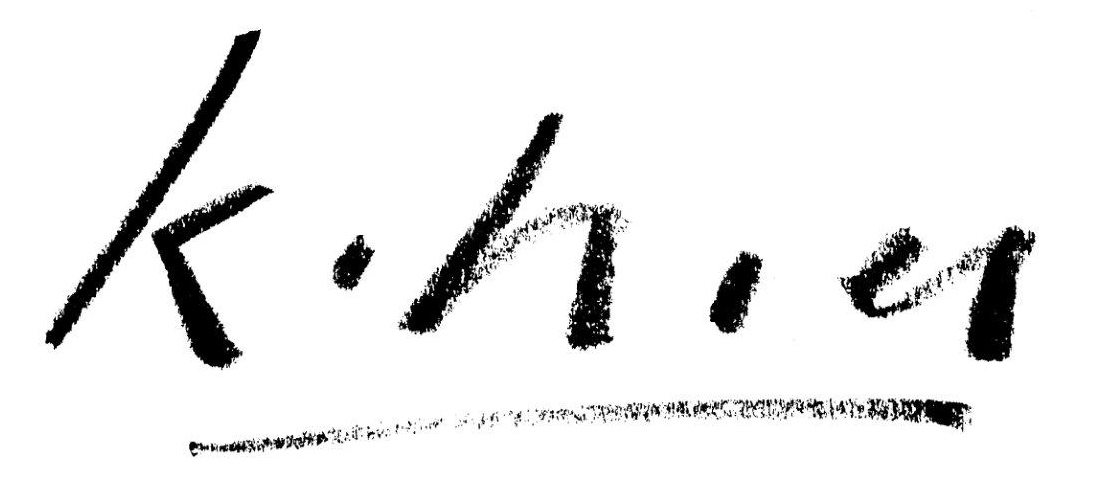

Gerd Kehrer (* 7. April 1939 in Frankfurt am Main) ist ein deutscher Maler, Zeichner, Grafiker, Objektgestalter und Autor. Er lebt und arbeitet in Frankfurt sowie auf Inseln im Atlantik und Mittelmeer.

## Leben

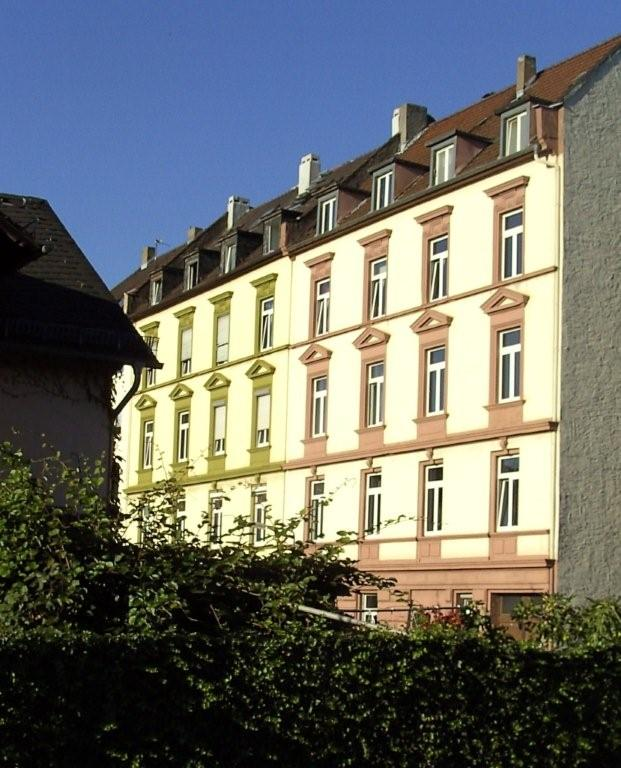
Das Geburtshaus von Gerd Kehrer: Teichstraße 5 im Frankfurter Stadtteil Sachsenhausen.

### Kindheit
Gerd Kehrer wurde auf dem Mühlberg in Frankfurt-Sachsenhausen geboren und verbrachte in der Teichstraße 5 seine frühe Kindheit. Er ist der Sohn von Gertrude Kehrer, geb. Schuh (1909–2008), Schneiderin, sowie Friedrich Kehrer (1897–1954), Faktor und Typograph. Der Vater war im Graphischen Großbetrieb Georg Stritt & Co in Frankfurt am Main, Mainzer Landstraße 184, Leiter der Hand- und Maschinensetzerei (Bleisatz) mit rund sechzig Mitarbeitern. Er vermittelte seinem Sohn erste künstlerische Impulse im Zeichnen und Malen.
Durch den Krieg und seine Folgen bedingt (Evakuierung nach Würges/Camberg im Hintertaunus und mehrere Umzüge innerhalb Frankfurts), besuchte Kehrer 1946/49 drei Frankfurter Volksschulen: Schwanthaler-, Textor-, Riederwald-Schule sowie die Brüder-Grimm-Mittelschule mit dem Abschlusszeugnis Mittlere Reife, nach sechswöchiger Prüfungszeit. Zum Anfang der 1950er Jahre war er Mitglied des FSV Frankfurt, trainierte im Stadion am Bornheimer Hang (das heutige Frankfurter Volksbank Stadion) und spielte regelmäßig an den Wochenenden Fußball in einer der vielen Jugend-Vereinsmannschaften. In der Musikschule Peter Ernst in Frankfurt erlernte Kehrer das Akkordeon spielen und musizierte im Jugendorchester bei deren Konzert-Veranstaltungen.

### Künstlerische Ausbildung
Bedingt durch den frühen Tod seines Vaters absolvierte er bei Georg Stritt & Co eine dreijährige Lehre als Positivretuscheur und erfuhr eine solide Ausbildung in fast allen Disziplinen des graphischen Gewerbes mit theoretischem und praktischen Unterricht (Zeichnen und Malen bei Alf Bayrle) auf der Gutenbergschule in Frankfurt. Danach studierte Kehrer Freie Malerei und Kunstgeschichte an der Abendschule der Städelschule (Staatliche Hochschule für Bildende Künste, Frankfurt am Main) sowie Grafik-Design an der Kunstschule Westend in Frankfurt am Main. Seine Lehrer waren der Max Beckmann-Schüler Walter Hergenhahn sowie Max Bittrof.

### Als Grafiker und Künstler
Seit 1959 arbeitete Kehrer fast fünfzehn Jahre lang als Grafik-Designer in der Werbeabteilung des Telefonbau-und-Normalzeit-Konzerns. Bereits damals schon wurde sein kreatives Schaffen durch nationale und internationale Wettbewerbe sowie Publikationen, Ausstellungen und Auszeichnungen bekannt.
Eine Zäsur im Leben von Gerd Kehrer bedeutete seine berufliche Selbständigkeit im Jahre 1974, die er seit seiner Jugend stets angestrebt hatte, um unabhängig seine künstlerischen Ideen realisieren zu können. Seitdem ist er als Freischaffender Bildender Künstler tätig. Gerd Kehrer ist verheiratet mit Eva-Maria Kehrer, geb. Bauer, Industriekauffrau. Das Paar hat einen Sohn.

## Werk
Gerd Kehrer zeichnet, malt und gestaltet zumeist in Zyklen, gegenständlich und abstrakt. Der Wechsel seiner Malweisen, die Vielfalt seiner Themen sowie ein vielseitiger technischer Fundus sind ebenso Kennzeichen seiner Arbeit, wie die Freude am Experiment. In seinem Werk finden sich Zeichnung, (Druck-)Grafik, Aquarell-, Gouache-, Acryl-, Ölmalerei, Mischtechnik, Collage, Assemblage, Objekte. Dadurch entstehen Werkgruppen, die völlig gegensätzlich sein können und mit denen er sich ganz bewusst einer Einordnung entzieht. Einen Stil zu pflegen erscheint ihm ebenso suspekt wie Theorien über Kunst.

### Drehbilder
Die Drehbilder von Gerd Kehrer sind in ihrer Komposition so angelegt, dass sie von allen vier, zumindest jedoch von zwei Seiten zu betrachten sind – es gibt also weder ein festes Oben oder Unten, noch ein fixiertes Rechts oder Links. Dieses offene Angebot der Betrachtung entspricht der Werkentstehung: Der Bildträger wurde während des Malprozesses immer wieder gedreht.
Das erste Drehbild, James Dean und seine Ängste, entstand 1983 und wurde zwei Jahre später erstmals im Deutschen Filmmuseum in der Ausstellung: Gerd Kehrer – Dean – Monroe – Fassbinder – Welles – gezeigt. Kehrers Drehbilder, die auch unter Zuhilfenahme eines rückseitig anzubringenden Motors sich langsam drehend präsentiert werden können, sind mit einem entsprechenden Zeichen versehen.

## Ausstellungen

### Einzelausstellungen (Auswahl)
- 1978 Kommunale Galerie Frankfurt. Gesicht Gesichte Gesichter
- 1979 Galerie Moering Wiesbaden. Zwischen Erinnerung und Traum
- 1979 Foote, Cone & Belding Frankfurt
- 1980 Fernmeldeturm Frankfurt
- 1983 Alte Oper Frankfurt. Fassbinder Memorial
- 1984 Heimatmuseum Bergen-Enkheim Frankfurt. Frankforder – Zeischnunge Bilder un Gebabbel
- 1985 Nebbiensches Gartenhaus Frankfurt. Einblicke Ausblicke
- 1985 Deutsches Filmmuseum Frankfurt. Dean – Monroe – Fassbinder – Welles
- 1987 Rathaus Warendorf. James Dean
- 1989 Bürgerhaus Bornheim Frankfurt. Frankfurt. Bilder für eine Stadt
- 1989 Stadthalle Zeilsheim Frankfurt. Frankfurt. Bilder für eine Stadt
- 1989 BHF-Bank Frankfurt
- 1992 Café Cult Frankfurt
- 1994 Praxis-Galerie Dres. Steuer Frankfurt
- 1995 St. Katharinenkirche (Frankfurt am Main)
- 1999 FES Frankfurt
- 2001 FES Frankfurt
- 2001 Galerie im Quellenhof Bad Vilbel
- 2003 IHK Frankfurt am Main. Demonstration der Demokratie
- 2005 Heussenstamm-Stiftung Frankfurt. Bilder 04/05
- 2009 Diözesanmuseum Limburg. Citykirchen

### Ausstellungsbeteiligungen (Auswahl)
- 1964 Römer (Frankfurt am Main)
- 1967 Städtische Galerie im Lenbachhaus München
- 1967 Kunsthalle Recklinghausen
- 1967 Staatliches Museum Athen
- 1967 Staatliches Museum Kairo
- 1968 Galerie im Rahmhof Frankfurt
- 1970 Bayerischer Werbefachverband München
- 1970 Biennale of Graphic Design Brno
- 1971 Steinernes Haus (Frankfurt am Main)
- 1974 Biennale of Graphic Design Brno
- 1974 Poster Biennale Warschau
- 1975 The Dublin Arts Festival Dublin
- 1975 International Poster Exhibition Warschau
- 1977 Steinernes Haus (Frankfurt am Main)
- 1978 Biennale of Graphic Design Brno
- 1978 Première Triennale Européene de l’Affiche Mons
- 1978 Gutenberg-Museum Mainz
- 1978 Darmstädter Kunstmarkt
- 1982 Biennale of Graphic Design Brno
- 1983 1. International Design Competition Osaka
- 1983 Fassbinder-Memorial Alte Oper Frankfurt
- 1984 Leinwandhaus (Frankfurt am Main)
- 1985 Galerie im Bunker Frankfurt
- 1986 Biennale of Graphic Design Brno
- 1987 Friedensmuseum Hiroshima
- 1989 The Israel Museum Jerusalem
- 1995 Galerie double you Paderborn
- 1999 Denkbar Frankfurt
- 2000 Denkbar Frankfurt
- 2004 Sommer in der Strackgasse Oberursel
- 2004 Lutherkirche Frankfurt

### Publikationen
- Form und Technik. Fachzeitschrift der IG Druck und Papier für alle Berufssparten des graphischen Gewerbes 10/1965
- Künstler im BBK Frankfurt. Maler Grafiker Bildhauer 1967
- Hessische Grafik in Athen und Kairo. Wanderausstellung Ausstellungskatalog 1976
- Graphis Annual. International Annual of Advertising Graphics, The Graphis Press Zürich 1967/68
- International Poster Annual 14. Arthur Niggli Ltd. Niederteufen Schweiz 1969
- 1. Biennale of Graphic Design. Moravska Galerie Brno, Ausstellungskatalog 1970
- International Poster Annual 15. Arthur Niggli Ltd. Niederteufen Schweiz 1973
- 6. Biennale of Graphic Design. Moravska Galerie Brno Ausstellungskatalog 1974
- 5. Plakat Biennale Warschau. Ausstellungskatalog 1974
- Graphis Posters. International Annual of Poster Art, The Graphis Press Zürich 1974
- Graphis Posters 75. The International Annual of Poster Art, The Graphis Press Zürich 1975
- Der Polygraph. Zeitschrift für die Druckindustrie 10/1975
- Graphis 145. Internationale Zeitschrift für Graphik und angewandte Kunst, The Graphis Press Zürich
- Graphis 188. Internationale Zeitschrift für Graphik und angewandte Kunst, The Graphis Press Zürich 1976/77
- Gerd Kehrer – Gesicht Gesichte Gesichter. Ausstellungskatalog, Kommunale Galerie Frankfurt 1978
- 1. Europäische Plakat-Triennale. Musée des Beaux-Arts Mons / Belgien, Ausstellungskatalog 1978
- 8. Biennale of Graphic Design, Moravska Galerie Brno, Ausstellungskatalog, 1978
- Vision – Reflexion. Die 50. Ausstellung der Kommunalen Galerie Frankfurt Karmeliterkloster, Ausstellungskatalog 1980
- Graphis Ephemera, Artists Self-Promotion. Graphis Press Corp. Zürich 1980
- Report of the 1st International Design Competition, Osaka. Ausstellungskatalog 1984
- Novum Gebrauchsgraphik. Internationale Monatsschrift für Kommunikationsdesign Bruckmann München 10/1984
- Frieden `85. Taschenkalender Lamuv Verlag 1985
- Friedenskalender `85. Harms Verlag Taschenkalender 1985
- Ebbelweigebabbel von Gerd Kehrer. 102 farbige Zeichnungen mit Frankfurter Mundarttexten, Postkartenbuch, 1986
- JAGDA Peace Posters. International Exhibition Friedensmuseum Hiroshima Ausstellungskatalog 1987
- Gerd Kehrer – Paulskirche. Gerd Kehrer Edition Art Frankfurt 1997
- Ruth Schwarz – Der Eschenheimer Turm Ein Wahrzeichen Frankfurts. Waldemar Kramer Verlag 2001
- Gerd Kehrer – Citykirchen. Diözesanmuseum Limburg, Verlag des Bischöflichen Ordinariats Limburg / Lahn Ausstellungskatalog 2008
- ELLE CITY Frankfurt 05/2011. Kultur: Gerd Kehrer Kunsttour. Elle Verlag München 2011
- International Directory of Arts. Kunstadressbuch
- Seit 1965 ständige Berichte und Besprechungen über Gerd Kehrer und sein Schaffen in allen Frankfurter Tageszeitungen sowie der überregionalen Presse

## Wirken als Autor
Seit 1965 hat Gerd Kehrer in den GK Notizen sporadisch seine Erlebnisse und Gedanken in Gedichten, Aphorismen, Sprüchen und Prosatexten fixiert. Zum besseren Verständnis seiner Kunst ergänzen sie das Bild von seinem Schaffen und Denken als freischaffender Bildender Künstler und Autor.
- 2015 Internet: BIS Bürgerinitiative Sachsenhausen. Gerd Kehrer – Lyrik für die Umwelt – Der Kreativität unseres Widerstandes sind keine Grenzen gesetzt!Geschenk – Macht krank Statt Wald – Öko-Logik FFM – Lebens(w)ende – Sachsenhäuser Berg – Hessen pervers – Siechtum – Lärm=Terror – Diagnose Falsche Kraniche – Zerfurcht von…
- 2016 Weisheit – Kritik – Impuls. Anthologie zum Aphorismus-Wettbewerb DAphA (Deutsches Aphorismus-Archiv) Hattingen. Universitätsverlag Brockmeyer, Bochum.
- 2016 PRO LESEN Schreibwerkstatt, Bibliothekszentrum Sachsenhausen – Gerd Kehrer, Lyrik aus der Region.
- 2016 Literaturmagazin DIE BRÜCKE unter dem MAIN 4/2016